# Гераськівське
Гера́ськівське — село в Україні, у Марківській селищній громаді Старобільського району Луганської області. Населення становить 228 осіб.